# Homenaje a Dos Leyendas (2015)
Homenaje a Dos Leyendas 2015 fue un evento pago por visión de lucha libre profesional producido por Consejo Mundial de Lucha Libre. Tuvo lugar el 20 de marzo de 2015 desde la Arena México en Ciudad de México.

## Resultados
- Dark Angel, Goya Kong y Marcela derrotaron a La Amapola, Dalys la Caribeña y Tiffany.
  - Kong cubrió a Amapola y Tiffany después de una «Plancha».
- Hechicero, Vangellys y Virus derrotaron a Blue Panther Jr., Stuka Jr. y The Panther.
  - Hechicero y Vangelis cubrieron a los Panthers después de una «El Nudo Lagunero».
- El Sky Team (Místico & Valiente) y Titán derrotaron a La Peste Negra (Bárbaro Cavernario, El Felino & Negro Casas)
  - Místico forzó a Casas a rendirse con un «4-40».
- Dragon Lee derrotó a Kamaitachi en una Lucha de Máscara vs. Máscara.
  - Lee cubrió a Kamaitachi después de un «Dragon Gate».
  - Como consecuencia, Kamaitachi perdió su máscara.
  - La identidad de Kamaitachi era: el luchador se llama Hiromu Takahashi y su lugar de origen es Tokio, Japón.
- Los Guerreros Laguneros (Euforia & Último Guerrero) y Thunder derrotaron a Los Ingobernables (La Máscara, Rush & La Sombra) por descalificación.
  - Los rudos fue descalificados después de que Rush le quitara su máscara a Thunder.
- Máximo & Volador Jr. derrotaron a TRT: La Máquina de la Destrucción (El Terrible & Rey Bucanero) en una Lucha de equipos de Cabelleras vs. Cabelleras.
  - Máximo cubrió a Bucanero después de un «Posterior Splash».
  - Como consecuencia, Terrible y Bucanero perdieron sus cabelleras.